# 29355 Siratakayama
29355 Siratakayama este un asteroid din centura principală de asteroizi.

## Descriere
29355 Siratakayama este un asteroid din centura principală de asteroizi. A fost descoperit pe 28 august 1995 la Nanyo de Tomimaru Okuni. Asteroidul prezintă o orbită caracterizată de o semiaxă mare de 2,98 ua, o excentricitate de 0,04 și o înclinație de 9,2° în raport cu ecliptica.